# Diaethria thalassina
Diaethria thalassina är en fjärilsart som beskrevs av Jean Baptiste Boisduval 1870. Diaethria thalassina ingår i släktet Diaethria och familjen praktfjärilar. Inga underarter finns listade i Catalogue of Life.